# Ramalina fraxinea
Ramalina fraxinea ist eine Strauchflechtenart, die Baumrinde besiedelt.

## Beschreibung
Ramalina fraxinea ist eine Strauchflechte, also nur an einer Stelle mit der Unterlage verwachsen. Ihre weitgehend starren Lagerabschnitte sind grau bis gelbgrün, flach bis rinnig, breit bandförmig, zwischen 2 und 25 mm breit und 2 bis 20 cm lang. Häufig sind sie grubig bis rippig. Ober- und Unterseite sind gleich gestaltet und gefärbt. Die bei gut entwickelten Exemplaren häufigen Apothecien sind rand- oder flächenständig, kommen auf beiden Lappenseiten vor, haben einen Durchmesser von 2 bis 10 mm und sind blass gelblich bis graugrünlich. Sorale fehlen, kleine helle Pseudocyphellen sind hingegen meist vorhanden.

## Verbreitung
Ramalina fraxinea bewohnt Rinde von überwiegend freistehenden, alten Laubbäumen (wie Esche, Pappel oder Linde). Die Art kommt in Mitteleuropa nur stellenweise häufiger vor, wegen ihrer hohen Empfindlichkeit gegenüber Luftschadstoffen ist sie besonders in tieferen, dicht besiedelten Lagen vielfach verschwunden oder nur zwerghaft entwickelt.